# Hugo de Moncada
Hugo de Moncada y Cardona, talvolta indicato anche nella forma catalana Hug de Montcada i de Cardona, e nella forma italianizzata Ugo di Moncada (Chiva, 1476 – Maiori, 28 aprile 1528), è stato un nobile, politico e militare spagnolo.
Cavaliere gerosolimitano, fu Viceré di Sicilia (1509-16) e Viceré di Napoli (1527-28).

## Biografia

### Origini e giovinezza
Nacque a Chiva, nel Regno di Valencia, nel 1476, da Pietro Raimondo, X barone d'Aitona, e dalla nobildonna Beatrice de Cardona dei Signori di Guardiesta, di cui era il quarto di sette figli.
Ad appena quattordici anni, suo padre lo mandò alla corte del re Ferdinando il Cattolico, che servì al suo palazzo per diversi giorni. Entrato a far parte dell'Ordine di San Giovanni, dal Sovrano aragonese ottenne il permesso di poter svolgere attività militare.

### Al servizio del Re di Francia e del Papa (1494-1503)
Nel 1494, si recò a Parigi per servire come volontario il re Carlo VIII di Francia nella sua guerra di conquista del Regno di Napoli, di cui il medesimo reclamava il possesso per ragioni ereditarie in quanto discendente degli Angioini. Moncada fu uno dei tre cavalieri spagnoli, assieme a Carlos de Arellano e Juan de Cervellón, al servizio del Re di Francia nelle sue guerre italiane del 1494-98. La spedizione per la conquista del Regno di Napoli partì da Grenoble, e i militari francesi scesero in Italia: a Pisa, città che favorì l'ingresso dei Francesi perché ribelle al dominio dei Medici, il Moncada si segnalò e si distinse particolarmente nella battaglia contro i Fiorentini.
Dopo la conquista del Regno di Napoli - che venne diviso tra Aragonesi e Francesi in base al Trattato segreto di Granada del 1500 - si recò a Roma e con l'alleanza che la Francia stipulò con il papa Alessandro VI, Moncada passò al servizio di Cesare Borgia, figlio naturale del pontefice, con cui strinse una grande amicizia divenendone fidato consigliere, e che accompagnò nelle guerre del 1499-1504. Le truppe pontificie in cui Moncada servì con al comando il Borgia, devastarono ed espugnarono Imola, Forlì, Faenza, Urbino, Rimini e Pesaro, e dunque la Romagna veniva conquistata dal Papa. Il militare valenzano fu protagonista in particolare, insieme a Michele Corella, dello scontro consumatosi a Calmazzo, nei pressi di Fossombrone, con Vitello Vitelli, conte di Montone e Paolo Orsini, principe di Amatrice, decisi a reinsediare a Urbino il duca Guidobaldo da Montefeltro.
Malgrado il Moncada e Corella fossero al comando di cento fanti e duecento cavalieri, furono battuti e il medesimo fu preso prigioniero: il combattimento riconsegnò così Urbino al legittimo duca.  Liberato, il Moncada ritornò al servizio del Borgia, impegnato nella primavera del 1503, dopo la caduta di Ceri, ad attaccare le fortezze conservate da Guidobaldo da Montefeltro nell'Italia centrale.

### La conquista spagnola del Regno di Napoli
Alla morte di Papa Alessandro VI nel 1503, abbandonò il servizio del Borgia, e in quello stesso anno avvenne la rottura della pace tra il Re d'Aragona e il Re di Francia: Moncada ottenne da quest'ultimo il permesso di poter tornare a servire il suo sovrano, e nella Battaglia del Garigliano che si combatté in quell'anno e in cui diede un notevole contributo, fu uno dei comandanti delle truppe spagnole guidate da Gonzalo Fernández de Córdoba, che sconfissero quelle francesi comandate dal marchese Ludovico II di Saluzzo e cacciate dal Regno di Napoli, che passava così in mano spagnola.
A conclusione delle guerre nell'Italia meridionale, il Re Ferdinando lo inviò in Nordafrica per contrastare i pirati arabi che con le loro azioni molestavano le coste italiane e spagnole. Avendo dato prova di notevoli capacità, nel 1504 fu inviato in Calabria a sedare alcuni disordini: per ricompensarlo dei risultati ottenuti, il 28 novembre 1506 gli fu conferito l'incarico di governatore della Calabria e il 31 maggio 1507 una rendita annua di quattrocento ducati.

### Viceré di Sicilia (1509-1516) e Governatore di Tripoli (1511-1516)
Probabilmente per l'esperienza maturata nel contrasto alle azioni dei pirati barbareschi, nel 1509, assegnato Ramón de Cardona al governo di Napoli, fu nominato Viceré di Sicilia da Ferdinando il Cattolico.  A sottolineare il compito militare della sua carica, il Moncada fu insignito anche del titolo di capitano generale. In Sicilia giunse con 3 000 soldati spagnoli, 500 mercenari tedeschi e 1 000 cavalli, che servivano per contrastare i pirati arabi che attaccavano le coste dell'isola, e il 7 dicembre 1509 arrivò a Palermo per insediarsi alla carica viceregia.
Nel 1511, ebbe assegnata anche la carica di governatore di Tripoli, città conquistata dalle truppe aragonesi comandate da Pietro Navarro e tra i vari funzionari al seguito figurava il protonotaro Pietro de Gregorio. In questa veste egli elaborò i capitoli della dogana tripolina, che regolavano l'attività mercantile, e favorì l'immigrazione di famiglie di sudditi siciliani nel presidio nordafricano, che avrebbero ottenuto un'abitazione e un lotto di terreno da coltivare, una franchigia fiscale di dieci anni e l'assicurazione di non essere inquisiti per reati di lieve entità. Nel 1513, al Moncada fu assegnata a titolo vitalizio la piazzaforte di Tripoli e 12 000 ducati all'anno, che sarebbero stati prelevati dagli introiti della dogana.
Il governo viceregio di Moncada causò malcontento sia tra l'aristocrazia siciliana che nel resto della popolazione. Già nel 1511, a Palermo si erano avuti disordini in occasione dello sbarco in città delle truppe spagnole capitanate da Diego de Vera provenienti dall'Africa. Privi di paga da mesi, i soldati avevano saccheggiato la città, provocando le ire dei palermitani che avevano dato luogo a un moto di rivolta. Altra ragione di disaffezione nei confronti della Corona era costituito dal radicamento nell'isola del tribunale del Santo Uffizio, statuito formalmente da Ferdinando il Cattolico sin dal 1487 e insediatosi effettivamente nel 1500, che, a partire dal 1511, impresse una fortissima accelerazione alla macchina inquisitoriale. Infine, una politica fiscale particolarmente vessatoria, il cui ricavato serviva a finanziare le spedizioni aragonesi in Africa, e la riforma monetaria promossa nel Regno, che equiparava il rapporto fra oro e argento praticato nell'isola a quello medio europeo in modo da sfavorire i processi speculativi.
Nel gennaio 1516, morì il Re Ferdinando, e in Sicilia quella parte di aristocrazia ostile al Viceré Moncada - che aveva tenuto nascosta la notizia del decesso del Sovrano aragonese, resa pubblica dal Conte di Collesano - e faceva riferimento in particolare a Pietro Cardona, conte di Collesano, Simone Ventimiglia de Luna, marchese di Geraci e Federico Abbatelli Cardona, conte di Cammarata, fomentò la rivolta a Palermo contro di esso, che fu costretto a fuggire e si rifugiò a Messina, ospite di Giovanni Vincenzo de Luna, conte di Caltabellotta, che nella città zancleana ricopriva l'incarico di stratigoto. Intervenne il nuovo sovrano Carlo V d'Asburgo, che nell'estate 1516 convocò a Bruxelles sia il Moncada che i principali esponenti degli aristocratici isolani ribelli a presentare le loro ragioni, mentre in Sicilia come presidente del Regno fu nominato il Conte di Caltabellotta.

### La disfatta di Algeri (1516) e la conquista di Gerba (1520)
A Bruxelles, malgrado la destituzione dall'incarico viceregio in Sicilia, il Moncada riuscì a guadagnare la stima del nuovo sovrano, aiutato anche alla mediazione del potente gran ciambellano Guillaume de Croÿ, che divenne uno dei suoi principali protettori a corte. Grazie al suo intervento, il Moncada, di ritorno in Italia, esercitò l'ufficio di ammiraglio nel Regno di Napoli.
Nell'agosto 1516, i pirati barbareschi conquistarono Algeri, e il Moncada organizzò una spedizione per attaccare la città, al comando di circa 5.000 soldati spagnoli, 300 cavalli e alcuni pezzi di artiglieria, con cui fu attaccata Algeri, che si scontrarono con le milizie guidate da Khayr al-Din Barbarossa. Gli assediati, chiusero la flotta cristiana nella morsa delle proprie navi e il Moncada, constatato lo svantaggio numerico delle sue truppe, si precipitò a imbarcarsi. Durante la notte un violento fortunale distrusse l'intera flotta all'ancora dinanzi al porto di Algeri, causando la morte di più di due terzi dei soldati e consentendo a Barbarossa di catturare un nutrito gruppo di prigionieri.
Rientrato in Italia, nel 1517, il Moncada espletò diversi incarichi militari al servizio del Re: balì dell'abbazia benedettina di Sant'Eufemia a Lamezia e priore dell'abbazia di San Giovanni di Messina; consigliere regio del Regno di Napoli con rendita annua di quattrocento ducati, sui proventi di diversi centri della Calabria; capitano di uomini d'arme nel Regno di Napoli. Nel 1520, fu in Sardegna e poi a Gerba, quest'ultima occupata:  a capo di tredici galere e di una settantina di navi, con un piccolo esercito, che superava le duemila unità tra fanti e cavalieri, sbarcò sull'isola, e dopo un giorno di strenui combattimenti il Moncada, seppure ferito a un braccio, ottenne la resa dell'isola con la promessa di versare 12 000 ducati l'anno all'Imperatore. Pertanto, Carlo V concesse al Moncada, in compenso delle spese e dei danni sofferti, 10 000 ducati d'oro: il denaro sarebbe stato prelevato dai proventi del frumento estratto dalla Sicilia e destinato a Gerba. Nel novembre di quell'anno, il viceré di Sicilia Ettore Pignatelli, duca di Monteleone, consegnò quattro vascelli al Moncada, affinché continuasse la sua politica militare nel Nordafrica. Al seguito dell'imperatore Carlo V, nel 1521, prese parte all'assedio della cittadina francese di Tournai. Probabilmente per tale impresa, il 20 maggio 1521 gli fu conferito il comando di Castel dell'Ovo, a Napoli, con la possibilità di esercitarlo direttamente o attraverso un vice, a condizione di redigere un inventario in triplice copia delle munizioni e delle armi e di tutte le altre suppellettili presenti all'interno della fortezza e di consegnarlo alla Regia Camera della Sommaria. Nel 1522, ottenne la carica di maestro giustiziere del Regno di Sicilia.
Nel gennaio del 1525, di stanza a Genova, tentò di recuperare al dominio imperiale i territori di Varazze e di Savona, conquistati da Andrea Doria, alleato del sovrano francese. Al comando di diciotto galere, il Moncada bombardò la città di Varazze per poi sbarcare alla testa di tremila fanti sulla spiaggia antistante l'abitato. Gli assediati respinsero l'attacco, facendo pochi morti e prendendo molti prigionieri, fra i quali lo stesso Moncada, liberato solo dopo la battaglia di Pavia. Al termine di quest'ultima battaglia, vinta dalle truppe dell'imperatore Carlo V, il medesimo e il re Francesco I di Francia, stipularono il Trattato di Madrid.
Il Sovrano francese che, malgrado la liberazione, non rispettò tutti i termini del trattato rifiutandosi di cedere la Borgogna all'Asburgo, fu fatto richiamare da questi attraverso il Moncada suo ambasciatore. Alla notizia della costituenda Lega di Cognac, Moncada fu incaricato di tornare in Italia e di trattare con papa Clemente VII affinché non si alleasse con i Francesi: giunto a Roma, dietro precisa indicazione di Carlo V, strinse un forte legame con il cardinale Pompeo Colonna, e insieme con l'ambasciatore imperiale, il Duca di Sessa, intavolò trattative con Clemente VII.  Per guadagnare la fiducia del Pontefice, restìo ad accettare le proposte dell'Imperatore, e per non insospettirlo nei confronti dei Colonna, sempre pronti alla minaccia a mano armata, il Moncada propiziò un accordo con la potente famiglia, che però si rivelò effimero.
Il 6 maggio 1527, le truppe del Sacro Romano Impero Germanico misero a sacco Roma, e all'attacco partecipò anche lo stesso Moncada assieme alle truppe comandate dai fratelli Ascanio e Vespasiano Colonna, che devastarono la Cattedrale di San Pietro. La sera stessa, tuttavia, malgrado le proteste del cardinale Colonna, il Moncada raggiunse il Papa a Castel Sant'Angelo, che lì si era rifugiato, e gli restituì il pastorale d'argento e la mitra che erano stati rubati dai soldati quella stessa mattina; la restituzione fu il pretesto per intavolare nuove trattative diplomatiche e stipulare una tregua di tre mesi.

### Viceré di Napoli (1527-1528)
Nel 1527, i Francesi tentarono la riconquista del Regno di Napoli con una spedizione militare guidata da Odet de Foix, conte di Lautrec e alla morte del viceré, Carlo di Lannoy, Moncada assunse ipso facto la carica vicereale nel momento in cui si incaricò di prendere il comando delle truppe napoletane per difendere la città, su incarico del Consiglio Collaterale.
L'assedio francese di Napoli iniziò nell'aprile del 1528. A supporto del Moncada vi furono le truppe tedesche guidate da Filiberto di Chalon, principe di Orange, i Colonna e la cavalleria guidata da Ferrante Gonzaga, conte di Guastalla. Napoli si trovò in notevoli difficoltà per respingere gli assedianti essendo a corto di viveri per il blocco impostole dalla flotta genovese, guidata da Filippino Doria, alleata con la Francia e il Moncada fu costretto ad uscire in mare per affrontare le armi nemiche al largo di Salerno.
Il 28 aprile 1528, nella battaglia di Capo d'Orso, nel Golfo di Salerno, nelle acque dell’attuale comune di Maiori, fu colpito da un proiettile d'arma da fuoco, trovando la morte in battaglia. Il suo corpo fu inizialmente sepolto nella Cattedrale di Sant'Andrea di Amalfi, e più tardi traslato e sepolto alla Chiesa di Nostra Signora del Rimedio a Valencia. Ebbe un figlio naturale, Guglielmo, che svolse la carriera militare.